# Chichibu
Chichibu (jap. 秩父市 Chichibu-shi, deutsch ‚(kreisfreie) Stadt Chichibu‘, englisch Chichibu City/City of Chichibu) ist eine Stadt im Westen der japanischen Präfektur (-ken) Saitama. Zusammen mit dem Landkreis (-gun) Chichibu, von dem sie 1950 getrennt wurde und zuletzt 2005 größere Teile absorbiert hat, bildet die Stadt Chichibu die Region (-chihō) Chichibu von Saitama.

## Geographie

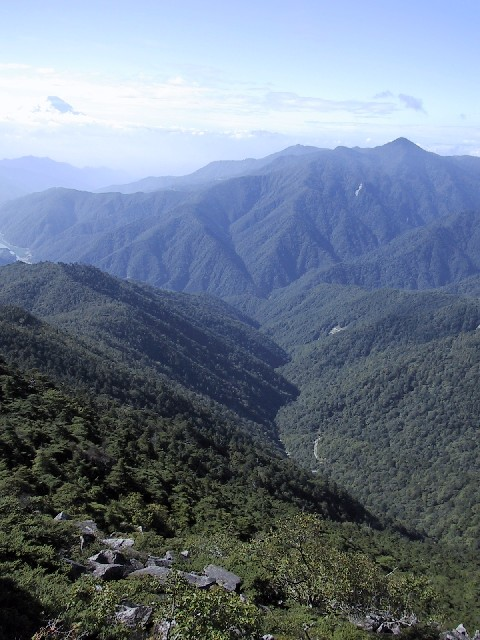
Okuchichibu-Gebirge (Inneres Chichibu-Gebirge)

Die Stadt befindet sich im äußersten Westen der Präfektur Saitama. Im Gegensatz zu anderen Teilen der Präfektur ist sie bergig und die Bevölkerung konzentriert sich in Flussterrassen entlang des Arakawa. Sie ist Saitamas flächengrößte Gemeinde und grenzt an den Präfekturen Tokio, Yamanashi, Nagano und Gunma. Weite Teile der Stadt gehören zum Chichibu-Tama-Kai-Nationalpark.
Da die Gegend nicht zum Reisanbau geeignet ist, haben sich hier andere Landwirtschaftstypen wie die Seidenraupenzucht entwickelt. Kalkstein vom südlich des Stadtzentrums gelegenen Berg Bukō, der deutlich sichtbar von der Bergkuppe abgebaut wird, ist eine weitere wichtige Einnahmequelle. Wegen seiner reichen Natur und der Nähe zu Tokio gewinnt heute der Tourismus an Bedeutung. Die Stadt ist außerdem berühmt für ihre Brauereien.

## Geschichte
Die Stadt entwickelte sich ursprünglich als Marktplatz für den Bezirk und als Stadt um den shintoistischen Chichibu-Schrein. Der alte Name der Stadt, Ōmiya (大宮郷 -gō, dt. großer Schrein), leitete sich von diesem Schrein ab. (Es ist bloßer Zufall, dass der Stadtbezirk Ōmiya der Präfekturhauptstadt Saitama, in dem sich der Hikawa-Schrein befindet, denselben Namen trägt.)
Auf einem kleinen Hügel wurden die Überreste des wahrscheinlich ältesten von Menschenhand erschaffenen Bauwerkes gefunden. Es handelt sich dabei um Teile einer Hütte, die vor einer halben Million Jahren von einem Homo erectus, ein Urahne des Homo sapiens, errichtet wurde. Rund um die Ausgrabungsstätte wurden außerdem 30 Steinwerkzeuge gefunden. Die bisher ältesten Funde eines menschlichen Bauwerkes in Terra Amata (Frankreich) waren „nur“ 200.000 bis 400.000 Jahre alt.
708 wurde Kupfer in der Gegend entdeckt und zum kaiserlichen Hof gebracht. Die Ära Wadō (dt. japanisches Kupfer) wurde daraufhin ausgerufen um dessen zu gedenken. Das Kupfer wurde benutzt um Wadō Kaihō bzw. Wadō Kaichin, die zu den ältesten Münzen Japans gehören, zu prägen.
1884 fand hier der Chichibu-Zwischenfall statt. Dies war ein Aufstand verarmter Bauern unter dem Einfluss der Freiheits- und Bürgerrechtsbewegung. Sieben wurden zum Tode verurteilt und über 4.000 wurden bestraft.
Ab der Teilung der Ken Kumagaya 1876 gehörte der Gun Chichibu und damit auch das Gō Ōmiya zur Ken Saitama. 1879 wurde Ōmiya Sitz der Kreisverwaltung von Chichibu. 1889 wurde im Gun Chichibu die Chō Ōmiya (大宮町 Ōmiya-chō) gegründet und 1916 zu Chichibu umbenannt. Am 1. April 1950 wurde sie zur Shi erklärt.
1954 wurden die Mura Odamaki, Haraya und Kuna, 1957 Takashino und Ōta, 1958 die Chō Kagemori und 2005 die Chō Yoshida und die Mura Arakawa und Ōtaki eingemeindet.

## Sehenswürdigkeiten

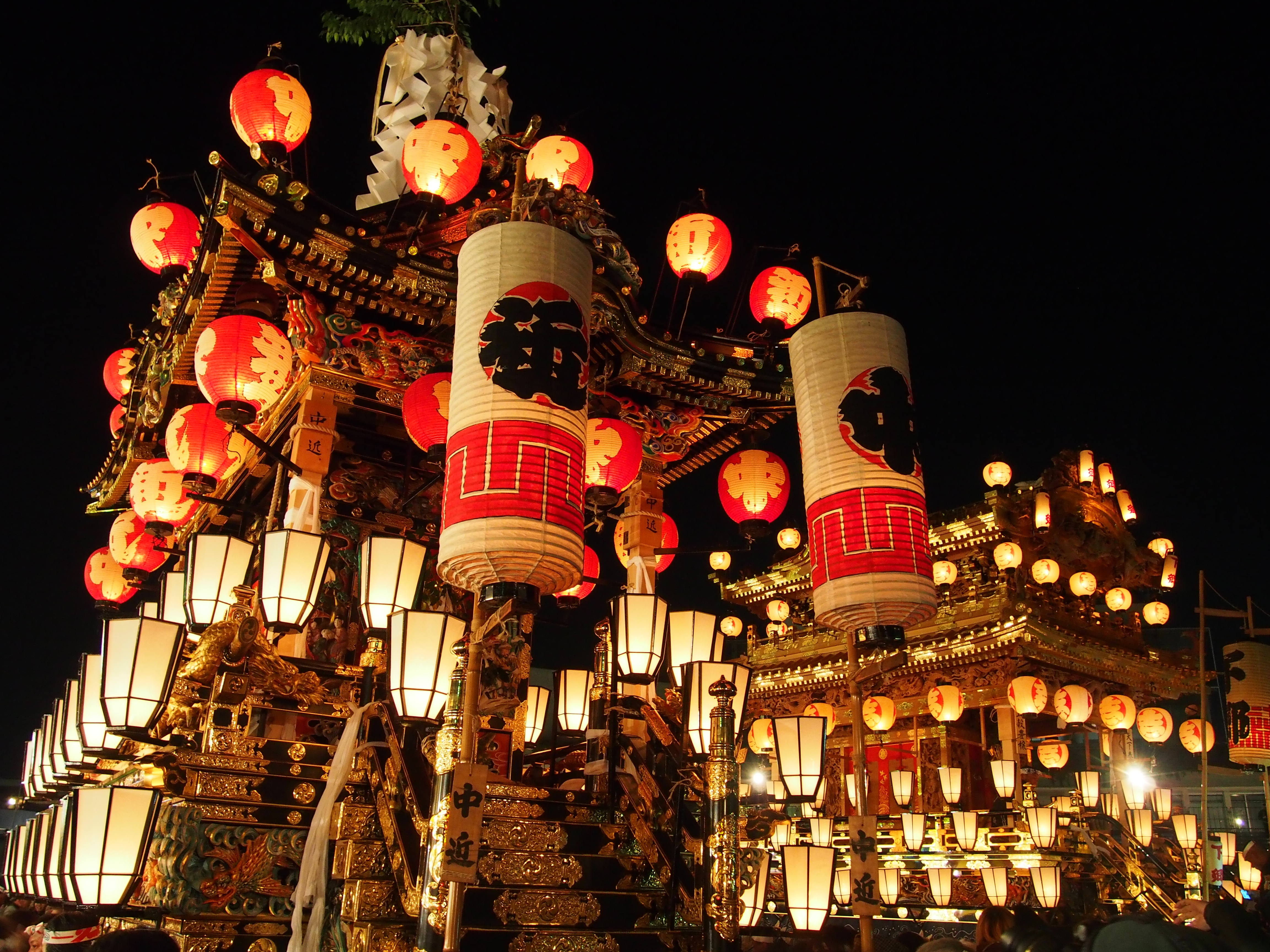
Nachtfest in Chichibu

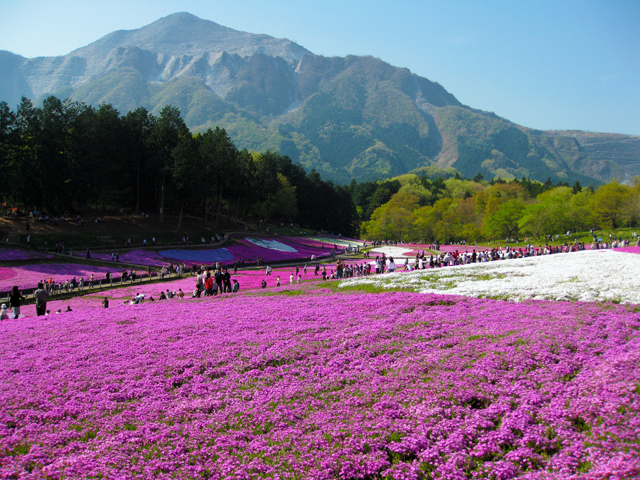
Hitsujiyama Park.

Alljährlich am 3. Dezember wird in Chichibu ein großes Nachtfest abgehalten (Immaterielles Kulturerbe), das viele Besucher aus Chichibu, der Präfektur Saitama, Tokio und der ganzen Kantō-Region anlockt.
Andere Sehenswürdigkeiten sind:
- Chichibu Muse Park
- Chichibu-Sakura-See
- Chichibu-Schrein
- Chichibu-See
- Hitsujiyama-Park
- Okuchichibu-Gebirge
- Mitsumine-Schrein
- Nakatsugawa-Schlucht
- 34 Tempel von Chichibu

## Verkehr

### Bahnstrecken

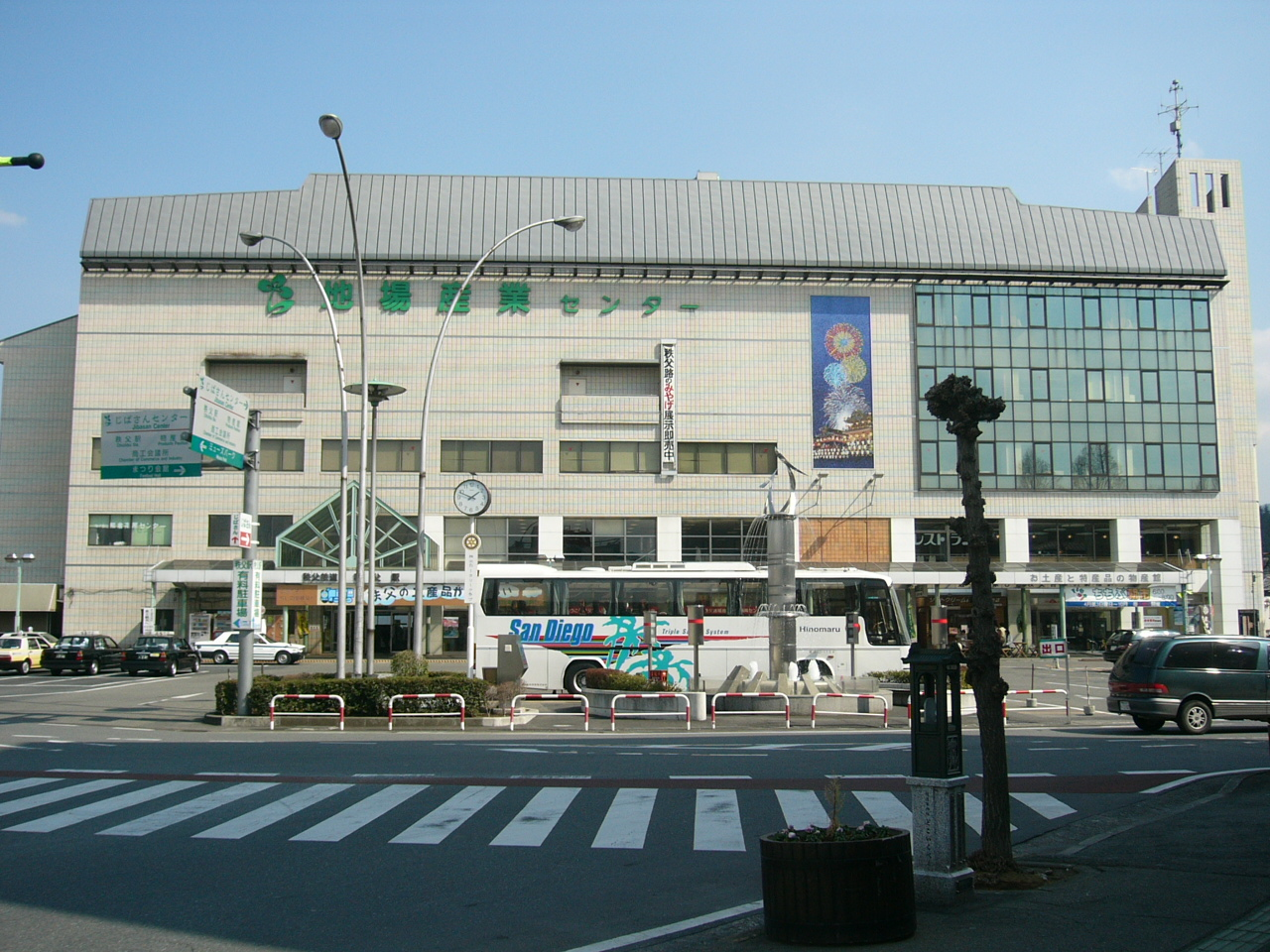
Bahnhof Chichibu

Zwei Linien verkehren nach Chichibu: Chichibu Tetsudō Chichibu-Hauptlinie nach Hanyū und der Seibu Chichibu-Linie nach Hannō. Die Chichibu-Hauptlinie wurde entlang des Arakawa erbaut und 1914 eröffnet. Die Seibu Chichibu-Linie wurde 1969 eröffnet und verkürzte die Entfernung nach Tokio. Vom Bahnhof Seibu-Chichibu bis zum Bahnhof Ikebukuro, einem der Hauptterminals in Tokio, beträgt die Fahrtzeit 1,5 Stunden. Diese Bahnstrecken transportieren nicht nur Passagiere, sondern auch Kalkstein vom Berg Bukō. Beide Linien wurden am 1. April 1989 direkt miteinander verbunden. Chichibu Tetsudō führt außerdem die Mitsumine-Seilbahn, die Besucher zum Mitsumine-Schrein befördert.

### Straßen
Die Nationalstraßen 140 und 299 führen zur Stadt. Die Nationalstraße 140 verbindet die Stadt durch die Auffahrt Hanazono mit der Kan-Etsu-Autobahn. Bis zur Eröffnung des Karisaka-Tunnels 1998 hatte die Stadt auf Grund des steilen Okuchichibu-Gebirges keine Verbindung zur Präfektur Yamanashi.

## Angrenzende Städte und Gemeinden
- Hannō
- Ogano
- Nagatoro
- Kōshū
- Yamanashi
- Fujioka

## Söhne und Töchter der Stadt
- Shōta Arai (* 1988), Fußballspieler
- Tatsuya Fujiwara (* 1982), Schauspieler
- Taipei Hayashiya, Rakugo-Schauspieler
- Jiro Kammuri, Musiker
- Tōta Kaneko (1919–2018), Lyriker
- Senryū Kawayanagi, Rakugo-Schauspieler
- Masaru Sakurai, Musiker, Mitglied von The Alfee
- Noi Sawaragi, Kunstkritiker
- Akira Taue, Wrestler

## Städtepartnerschaften
- Toshima, Japan, seit 14. Oktober 1983
- Sanyō-Onoda, Japan, seit 20. Mai 1996
- Antioch, USA, seit 16. September 1967
- Gangneung, Südkorea, seit 16. Februar 1983
- Linfen, Volksrepublik China, seit 7. Oktober 1988
- Warringah, Australien, seit 26. April 1996

## Verbindung mitDer Mikado
Die Stadt betrachtet sich selber als Inspirationsquelle für Gilbert und Sullivans Operette Der Mikado. Der Handlungsort Titipu dieser Oper wird im Japanischen Chichipu ausgesprochen. Rokusuke Ei, ein bekannter Essayist, war überzeugt, dass Chichibu, der Schauplatz des Chichibu-Zwischenfalls von 1884, den Autor Gilbert inspirierte, die Operette in Japan spielen zu lassen. Andere schlussfolgerten, das Gilbert von der Chichibu-Seide, einem wichtigen Exportgut im 19. Jahrhundert, gehört haben mag. Ein Theaterensemble aus Chichibu präsentierte Der Mikado in Japanisch in ganz Japan und im August 2006 auf dem International Gilbert and Sullivan Festival in Buxton, Derbyshire, England.